# Suffragette
O termo suffragette é usado, em seu sentido mais estrito, para os membros da Women's Social and Political Union (WSPU), uma organização criada em 1903 por Emmeline Pankhurst e suas três filhas, Christabel, Sylvia e Adela para reivindicar o direito de voto das mulheres.
O termo sufraggette foi usado pela primeira vez em 1906 como um termo zombeteiro pelo jornalista Charles E. Hands para descrever ativistas radicais no movimento sufragista, especialmente membros da WSPU. As seguidoras de Emmeline Pankurst adotaram o termo para seu movimento.

## Diferença entre o termo sufraggette e sufragista
A diferença entre os dois grupos não estava tanto nos objetivos que queriam alcançar, mas nos métodos que aplicaram para sua luta. As sufraggettes favoreciam métodos populistas de choque (manifestações, greves de fome, etc.) enquanto as sufragistas usavam meios de protesto não violentos.